# Blechnum mochaenum
Blechnum mochaenum är en kambräkenväxtart. Blechnum mochaenum ingår i släktet Blechnum och familjen Blechnaceae.

## Underarter
Arten delas in i följande underarter:
- B. m. achalense
- B. m. mochaenum